# Distrito de Ricrán

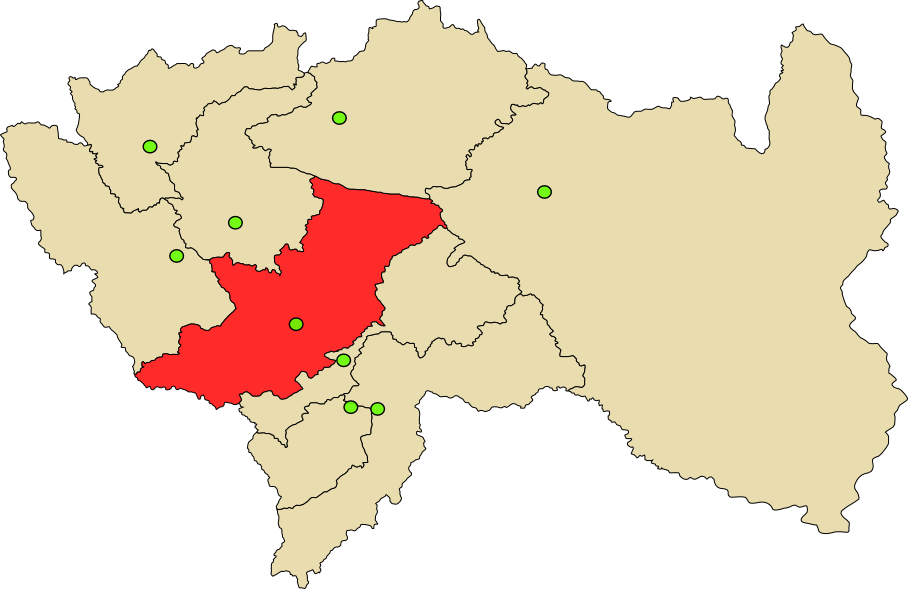
Provincia de Jauja en el Departamento de Junín

El Distrito de Ricrán es uno de los treinta y cuatro distritos de la Provincia de Jauja, ubicada en el Departamento de Junín, bajo la administración del Gobierno Regional de Junín, Perú.
Dentro de la división eclesiástica de la Iglesia Católica del Perú, pertenece a la Vicaría IV de la Arquidiócesis de Huancayo

## Historia
Las diversas ocupaciones durante la historia es evidente hasta la actualidad gracias a los restos arqueológicos que permanecen en las zonas altas de los cerros del territorio. 

### Antecedentes antes de su fundación
Los orígenes de los primeros asentamientos humanos datarían de hace unos 7 000 años antes de Cristo; esta evidencia es presentada en las investigaciones del arqueólogo Manuel Perales, quien señala que las pinturas rupestres de Llamapinta probablemente hayan sido ejecutados por grupos de cazadores y recolectores, destacando el hallazgo en Oyuncuy de una punta de proyectil cuya forma y calidad de acabados evidencian la presencia de estos hombres que habrían aprovechado lo peculiar de la geografía para la caza de venados y guanacos descendiendo desde la cordillera del Apohuayhuay. Aunque, no se ha precisado la época en que los antiguos pobladores de Ricrán se asentaron en las cumbres de los cerros elevados y escarpados para ubicar sus viviendas, por las características que presentan las antiguas “malcas” de las alturas de Huaracayo, Uyash, Pariamarca y Huaja (sitios arqueológicos que permanecen hasta la actualidad) ya habrían existido desde 1,000 años después de Cristo. Las investigaciones de Manuel Perales, afirman que el poder político estaba centralizado en un “Sinchi” o líder en cada lugar; los pueblos de Huarancayo, Huacrash, Culimalca, Pariamarca y Huaja, estuvieron controlados por el poder político hasta por lo menos el año 1460 después de Cristo.
Sobre la presencia de los Incas en Ricrán existen pocas evidencias como algunos restos de cerámica y vestigios de una construcción rectangular con patrones arquitectónicos incas hallados al pie del Apohuayhuay, según las crónicas, considerado la principal divinidad de los Taramas. 
Durante la colonia, se conoce que Ricrán pertenecía a la demarcación eclesiástica de la provincia de Jauja; es en el siglo XVIII, donde se menciona al pueblo como anexo del Curato de Jauja.En 1998, tras analizar documentos coloniales sobre las antiguas haciendas de Apaycancha, Yuracmayo, Ayas, Maco y Apaycanchilla, ubicadas en el valle del río Shururuyoc, se concluyó que estuvieron bajos la jurisdicción y administración de los curatos de Tarma hasta los siglos XVII y XVIII, cuando las perdieron a raíz de donaciones, embargos, ventas forzadas e inclusive, invasiones como la que sufrió la hacienda Yuracmayo a manos de indígenas procedentes de Ricrán. Existen documentos inéditos del siglo XVIII, referentes a procesos judiciales habidos por la posición de pastizales entre algunos españoles y los indigentes del aillu Vico Huarancayo de Ricrán. En estos textos, se señalan los límites del mencionado aillu. Sobre la época del surgimiento de las primeras aldeas: agricultores y pastores, así como la consolidación de la agricultura y la ganadería aún no se han hallado evidencias. La economía de los antiguos pobladores, así como ahora, estaba basadaen el cultivo de papa, quinua, oca, mashua, etc.  y en la parte alta se ubican las estancias donde cuidaban los rebaños de camélido (llamas y alpacas),  de donde obtenían carne, lana, y otros productos derivados; que a su vez realizaban trueques con los productos de los habitantes de Tambillo y Monobamba (zona de ceja de selva).

### Fundación
Ricrán, fue creado como distrito el 20 de enero de 1944, con la Ley N° 9909, dado por el Congreso de la República. Siendo presidente constitucional de la República Manuel Prado Ugarteche y como diputado por la provincia de Jauja Manuel Leopoldo García. El primer alcalde fue el ciudadano Jerónimo Marcos Anchieta.

### Ricrán en la actualidad
Actualmente Ricrán es un distrito, productivo, solidario, educado, organizado y saludable; que cuenta con servicios básicos de electricidad, agua potable, telefonía e internet en la mayor parte de su territorio. Está articulado a través de vías y medios de comunicación en buen estado con las provincias de Tarma y Jauja, también tiene acceso dirceto a la selva central por medio de una trocha carrozable que pasa por el anexo de Tambillo. La producción agropecuaria es ecológica e intensiva; este distrito está trabajando por convertirse en un destino turístico, puesto que cuenta con abundantes recursos turísticos manifestados en su patrimonio cultural material e inmaterial así como en la presencia de más de medio centenar de lagunas donde se puede hallar truchas en su estado natural. 

## Geografía
El distrito de Ricrán abarca una superficie de 319,95 km² y se encuentra a 3 675 m s. n. m. Su territorio ocupa zonas de ceja de selva, sierra, puna y partes nevadas.

## Capital
Su capital es el pueblo de Ricrán

## Autoridades

### Municipales
- Gestión Edil  2019-2022

- - Alcalde: Cristóbal Paucar Ingaroca.

- -     - Regidores:

```
          Pepe Raúl Rodríguez Rojas.
          Julio Paulino Anchiraico Rojas.
          Fortunato Félix Julcarima Paucar.
          Rocilia Zoraida Rosales Rivera.
          Alfonso Odilón Parian Hilario.
```

- 2015 - 2018[2]
  - Alcalde: Valerio Raúl Julcarima Simeón,  Movimiento Juntos por Junín (N).
  - Regidores: Ramiro Romero Quispe Paucar (N), Hever Rómulo Ciriaco Usquiano (N), Teodoro Eusebio Vitancio Reyes (N), Mariela Giovanni Meléndez Rosales (N), Digno Aureliano Julcarima Paucar (Junín Emprendedores Rumbo al 21).
- 2011 - 2014[3][4]
  - Alcalde: Valerio Raúl Julcarima Simeón, Convergencia Regional Descentralista (CONREDES).
  - Regidores: Cleto Egberto Paucar Anchiraico (CONREDES), Jesús Alejandro Arroyo León (CONREDES), Julio Paulino Anchiraico Rojas (CONREDES), Mericia Olivia Castillón Rosales (CONREDES), Rubén Fabián Gallardo Paucar (Bloque Popular Junin).
- 2007-2010
  - Alcalde: Lorenzo Fortunato Simeón Nuñez.

### Policiales
- Comisaría de Jauja
  - Comisario: Cmdte. PNP. Edson Hernán Cerrón Lazo.[5]

### Religiosas
- Arquidiócesis de Huancayo[6]
  - Arzobispo de Huancayo: Mons. Pedro Barreto Jimeno, SJ.
  - Vicario episcopal: Pbro. Hermann Josef Wendling SS.CC.
- Parroquia[7]
  - Párroco: Pbro. .